# División Intermedia 1930 (Perú)
La División Intermedia del año 1930,  fue la quinta edición de este torneo que constituía la segunda categoría en los torneos de Perú en esos años.
El torneo fue jugado por 20 equipos de los cuales 13 eran de Lima, 5 del Callao y 2 del balneario de Chorrillos.
El campeón del torneo fue Alianza Frigorífico Nacional, que además logró el ascenso a la Primera División de 1931. Mientras que Teniente Ruiz, Alianza Chorrillos y Peruvian Boys descendieron a Segunda División (tercera categoría).

## Formato
Para el año 1930, se disuelve la Primera División B. Los equipos de este campeonato que no lograron el ascenso y evitaron el descenso, pasaron a formar parte de la División Intermedia. A su vez, se adicionan los mejores 4 equipos de la División Intermedia 1929: Miguel Grau, Sportivo Uruguay, Intelectual Raimondi y el Teniente Ruiz. También los dos descendidos de la Primera División 1929: Jorge Chávez y Alianza Chorrillos.

## Equipos participantes
| Club                 | Ciudad      |
| -------------------- | ----------- |
| Alianza Chorrillos   | Chorrillos  |
| Alianza Cóndor       | La Victoria |
| Alianza Frigorífico  | Callao      |
| Atlético Lusitania   | Lima        |
| Federico Fernandini  | Callao      |
| Intelectual Raimondi | Lima        |
| Jesús M. Salazar     | Callao      |
| José Olaya           | Chorrillos  |
| Juventud Perú        | Lima        |
| Jorge Chávez         | Callao      |
| Miguel Grau          | Rímac       |
| Peruvian Boys        | Lima        |
| Sport Inca           | Rímac       |
| Sportivo Uruguay     | Lima        |
| Teniente Ruiz        | Lima        |
| Unión Carbone        | Lima        |
| Unión Estrella       | Callao      |
| Unión F.B.C.         | Lima        |
| Unión Lazo           | Lima        |
| Unión Santa Catalina | Lima        |

## Tabla de posiciones
| #  | Club                 | PJ | PG | PE | PP | PTS |
| -- | -------------------- | -- | -- | -- | -- | --- |
| 1  | Alianza Frigorífico  | 19 | 17 | 2  | 0  | 36  |
| 2  | Alianza Cóndor       | 19 | 14 | 2  | 3  | 30  |
| 3  | Federico Fernandini  | 19 | 9  | 7  | 3  | 25  |
| 4  | Sportivo Uruguay     | 19 | 11 | 1  | 7  | 23  |
| 5  | Sport Inca           | 19 | 9  | 5  | 5  | 23  |
| 6  | Jorge Chávez         | 19 | 8  | 7  | 4  | 23  |
| 7  | Unión Estrella       | 19 | 7  | 6  | 6  | 20  |
| 8  | Juventud Perú        | 19 | 9  | 1  | 9  | 19  |
| 9  | Unión Lazo           | 19 | 9  | 1  | 9  | 19  |
| 10 | Atlético Lusitania   | 19 | 8  | 3  | 8  | 19  |
| 11 | Intelectual Raymondi | 19 | 8  | 3  | 8  | 19  |
| 12 | Unión Santa Catalina | 19 | 7  | 2  | 10 | 16  |
| 13 | Miguel Grau          | 19 | 6  | 4  | 9  | 16  |
| 14 | Jesús M. Salazar     | 19 | 5  | 6  | 8  | 16  |
| 15 | José Olaya           | 19 | 3  | 9  | 7  | 15  |
| 16 | Unión Carbone        | 19 | 7  | 0  | 12 | 14  |
| 17 | Unión F.B.C.         | 19 | 4  | 6  | 9  | 14  |
| 18 | Teniente Ruiz        | 19 | 4  | 4  | 11 | 12  |
| 19 | Alianza Chorrillos   | 19 | 3  | 6  | 10 | 12  |
| 20 | Peruvian Boys        | 19 | 2  | 5  | 12 | 9   |

|  | Campeón y ascendido a la Primera División de 1931 |
|  | Descendido a Segunda División Amateur 1931        |
| Perú                |
| Campeón             |
| Alianza Frigorífico |

## Nota
- En 1929, se llevó a cabo en paralelo la Primera División B y la División Intermedia como torneos independientes.
- Ante ello, en 1929 desaparece la Tercera División Provincial. Sin embargo, retorna en funciones en 1930.